# Ungarische Badminton-Mannschaftsmeisterschaft 1968
Die Ungarische Badminton-Mannschaftsmeisterschaft 1968 war die achte Auflage dieser Veranstaltung. Es wurde ein Wettbewerb für gemischte Mannschaften ausgetragen. Meister wurde das Team von Bp. Petőfi.

## Endstand
| Platz | Mannschaft |
| ----- | --- |
| 1.    | Bp. Petőfi (Pál Rázsó, Ferenc Jászonyi, György Rázsó, Miklós Steffler, Ákos Merényi, Éva Cserni, Katalin Jászonyi, Erzsébet Wolf) |
| 2.    | Szolnoki Kilián FSE |
| 3.    | Igazságügyi SC |
| 4.    | MAFC |
| 5.    | Munkaügyi Minisztérium 2. sz. Tanintézet SK                                                                                       |
| 6.    | Bp. VTSK |

## Referenzen
- Statistik zu den Teamwettbewerben
- A magyar tollaslabdasport 50 éve 1960-2010, Magyar Tollaslabda Szövetség, 2010.